# Уставная грамота Важской земле (1552)
Уставная грамота Важской земле или Важская грамота — уставная земская грамота, пожалованная 21 марта 1552 года русским царём Иваном Васильевичем Грозным по просьбе населения Важской земли. 
Важская грамота отменяла феодальное управление княжеских наместников; все земские дела, право уголовного суда и наказания (до смертной казни включительно), финансовое управление (раскладка и сбор податей, назначаемых центральным правительством) передавались «излюбленным» головам, избираемым посадскими людьми и волостными крестьянами. 
Вместо наместничьего «корма», вводился денежный оброк, который распределялся между «лутчими, середними и молодшими людьми», в зависимости от доходности — промыслов (в городе) или земли (в сельских местностях). Изданная незадолго до указа 1555 об отмене кормлений, Важская грамота была, по-видимому, первым опытом так называемой «земской реформы».